# یواس‌اس پیلوت (ای‌ام-۱۰۴)
یواس‌اس پیلوت (ای‌ام-۱۰۴) (به انگلیسی: USS Pilot (AM-104)) یک کشتی بود که طول آن ۲۲۱ فوت ۳ اینچ (۶۷٫۴۴ متر) بود. این کشتی در سال ۱۹۴۲ ساخته شد.